# Julius Gans zu Putlitz
Julius Alexander Freiherr Gans Edler zu Putlitz (* 28. Juni 1814 in Spandau; † 22. März 1891 in Cottbus) war ein deutscher Offizier. Er war ab 1871 preußischer Generalmajor.

## Leben

### Herkunft
Julius war ein Sohn des preußischen Majors Karl Freiherr Gans Edler zu Putlitz (1756–1825) und dessen zweiter Ehefrau Amalie, geborene Schenck von Wiedebach (1782–1826).

### Militärkarriere
Putlitz besuchte die Kadettenhäuser in Potsdam und Berlin. Anschließend wurde er am 19. August 1831 als Portepeefähnrich dem 31. Infanterie-Regiment der Preußischen Armee überwiesen und avancierte Mitte September 1832 zum Sekondeleutnant. Er wurde am 12. Oktober 1832 dem Garde-Reserve-Infanterie-Regiment aggregiert und am 14. Februar 1834 einrangiert. 1837/48 war Putlitz Adjutant des III. Bataillons im 2. Garde-Landwehr-Regiments in Cottbus. Er stieg Ende August 1848 zum Premierleutnant auf und war vom 15. Mai 1849 bis zum 1. Oktober 1850 Kompanieführer im III. Bataillon des 2. Garde-Landwehr-Regiments. Am 11. Mai 1852 wurde er Hauptmann und unter Beförderung zum Major am 7. Dezember 1858 zum Kommandeur des I. Bataillons im 3. Garde-Landwehr-Regiment in Görlitz ernannt. Am 10. Mai 1860 kommandierte man ihn als Bataillonsführer zum 1. kombinierte Grenadier-Regiment, aus dem zum 1. Juli 1860  das 3. Garde-Grenadier-Regiments hervorging. Putlitz erhielt das Kommando über das I. Bataillons und avancierte in dieser Stellung am 17. März 1863 zum Oberstleutnant. Sein Bataillon führte er 1864 während des Krieges gegen Dänemark in den Kämpfen bei Eritsoe und Friedrika sowie bei den Vorpostengefechten an den Düppeler Schanzen.
Putlitz wurde am 3. April 1866 Brigadier der 7. Gendarmerie-Brigade. Während der Mobilmachung anlässlich des Deutschen Krieg führte er die 2. Garde-Grenadier-Landwehr-Brigade in den Kämpfen bei Hühnerwasser, Münchengrätz und Königgrätz. Zwischenzeitlich am 8. Juni 1866 Oberst befördert, war er nach dem Friedensschluss vom 21. Februar 1867 bis zum 17. Juli 1867 Brigadier der 3. Gendarmerie-Brigade. Anschließend wurde er mit Pension zur Disposition gestellt. Am 15. Oktober 1867 erhielt er die Erlaubnis zum Tragen der Uniform des Garde-Grenadier-Regiments Nr. 3.
Während des Krieges gegen Frankreich wurde Putlitz als Kommandant des Etappenortes des Gardekorps wiederverwendet und mit der Führung der Etappeninspektion des III. Armee-Korps beauftragt. Vom 1. August bis zum 15. September 1870 war er Kommandeur der stellvertretenden 12. Infanterie-Brigade. Am 3. Dezember 1870 wurde er  Etappeninspekteur des III. Armee-Korps, erhielt am 9. März 1871 den Charakter als Generalmajor sowie das Eiserne Kreuz II. Klasse. Nach dem Frieden von Frankfurt kehrte er am 18. Juli 1871 in das inaktive Verhältnis zurück und starb am 22. März 1891 in Cottbus.

### Familie
Putlitz heiratete am 9. Mai 1843 in Potsdam Bernhardine von Maltitz (1817–1892), eine Tochter des Majors Philipp August von Maltitz (1786–1839). Die einzige Tochter des Paares Margarethe (1844–1872) starb als Stiftsdame in Marienfließ.